# Krajné Čierno
Krajné Čierno este o comună slovacă, aflată în districtul Svidník din regiunea Prešov. Localitatea se află la altitudinea de 318 m deasupra n.m., se întinde pe o suprafață de 6,57 km2 și în 2017 număra 76 de locuitori. Se învecinează cu comuna Hunkovce.

## Istoric
Localitatea Krajné Čierno este atestată documentar din 1618.

## Demografie
| An:                | 1994 | 2004   | 2014    | 2024   |
| ------------------ | ---- | ------ | ------- | ------ |
| Număr de persoane: | 84   | 86     | 71      | 78     |
| Diferență:         |      | +2,38% | −17,44% | +9,85% |

| An:                | 2023 | 2024  |
| ------------------ | ---- | ----- |
| Număr de persoane: | 80   | 78    |
| Diferență:         |      | −2,5% |